# Charlotte de Monaco (1719-1790)
Charlotte de Monaco (19 mai 1719 – 1790) dite aussi Thérèse Nathalie de Monaco (monégasque : Teresa-Natalia de Mu̍negu) est la fille du prince et de la princesse de Monaco. À partir de 1738 elle est religieuse au couvent de la Visitation à Paris.

## Biographie
Née à l'hôtel de Matignon à Paris, elle est la fille aînée de la princesse Louise-Hippolyte de Monaco et de son époux, le prince Jacques Ier . Elle est appelée Mademoiselle de Monaco. En 1724, Charlotte est promise à Frédéric-Jules de La Tour d'Auvergne, mais les fiançailles sont annulées .
Elle devient religieuse au couvent de la Visitation à Paris le 21 janvier 1738 . 